# Ангкола
Язык ангкола — один из батакских языков Индонезии. На нём говорят в северной части острова Суматра. Принадлежит к малайско-полинезийской ветви австронезийских языков. Наиболее близким языком является батакский язык тоба. Тем не менее, ангкола по сравнению с языком тоба имеет более мягкое произношение. Фонология языка практически идентична фонологии другого батакского языка — мандайлинг.

## Гласные звуки
|                  | Переднего ряда | Среднего ряда | Заднего ряда |
| ---------------- | -------------- | ------------- | ------------ |
| Верхнего подъёма | i              |               | u            |
| Среднего подъёма | e              |               | o            |
| Нижнего подъёма  |                | a             |              |

## Согласные
|             |             | Билабиальные | Дентальные | Дорсальные | Дорсальные | Глоттальные |
| ----------- | ----------- | ------------ | ---------- | ---------- | ---------- | ----------- |
| Палатальные | Велярные    | Билабиальные | Дентальные |            |            | Глоттальные |
| Окклюзивные | Глухие      | p p          | t t        |            | k k        |             |
| Окклюзивные | Звонкие     | b b          | d d        |            | g g        |             |
| Фрикативные | Фрикативные |              | s s        |            |            | h h         |
| Аффрикаты   | Аффрикаты   |              |            | j d͡ʒ       |            |             |
| Носовые     | Носовые     | m m          | n n        | ny ɲ       | ng ŋ       |             |
| Плавные     | Плавные     |              | l l        |            |            |             |
| Дрожащие    | Дрожащие    |              | r r        |            |            |             |
| Полугласные | Полугласные |              |            | y j        |            |             |